# Vicia angustifolia
Vicia angustifolia  es una especie  de la familia de las fabáceas. 

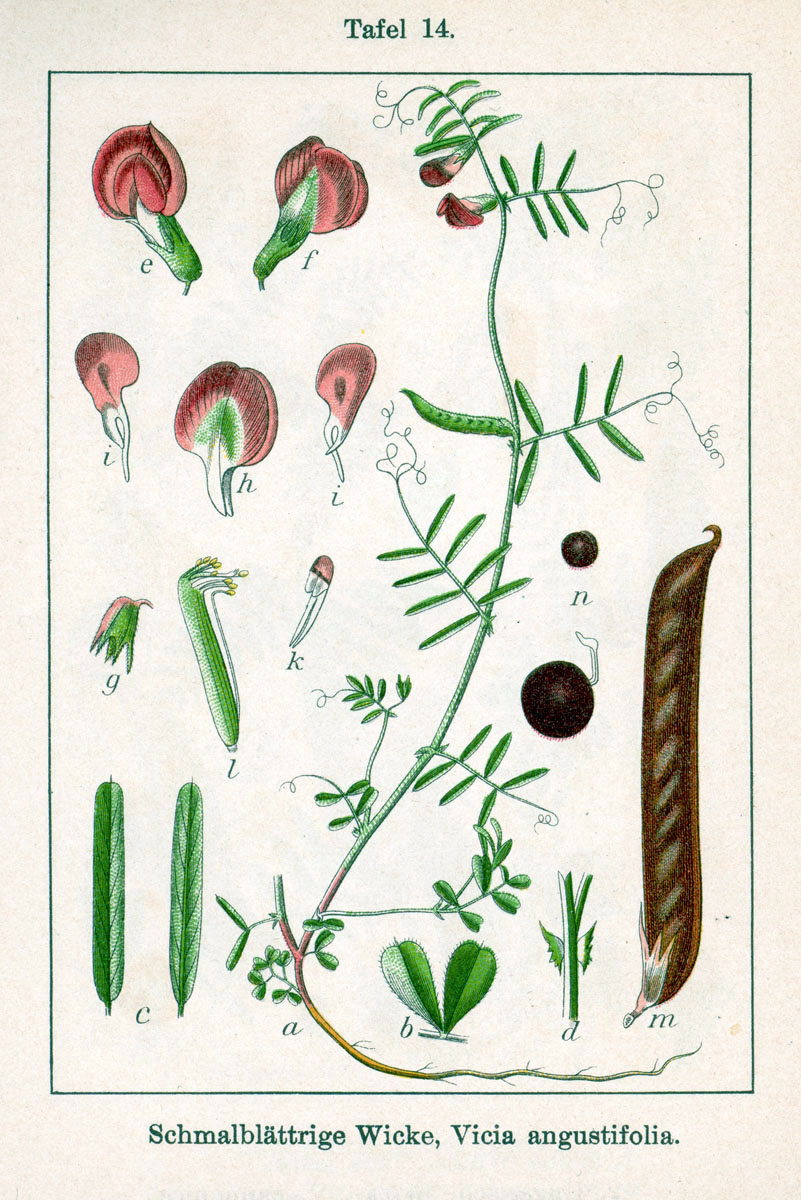
Ilustración

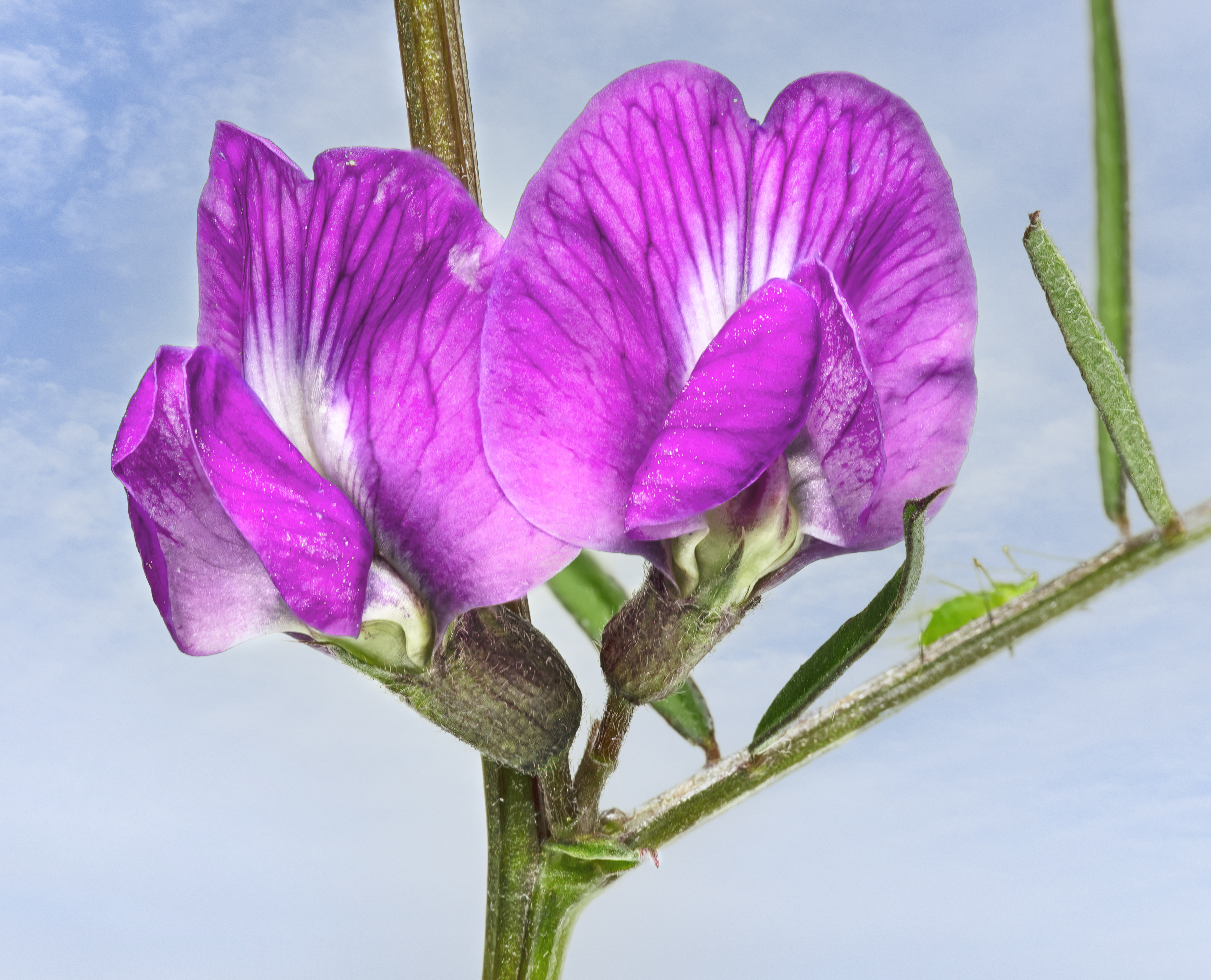
Detalle de la flor

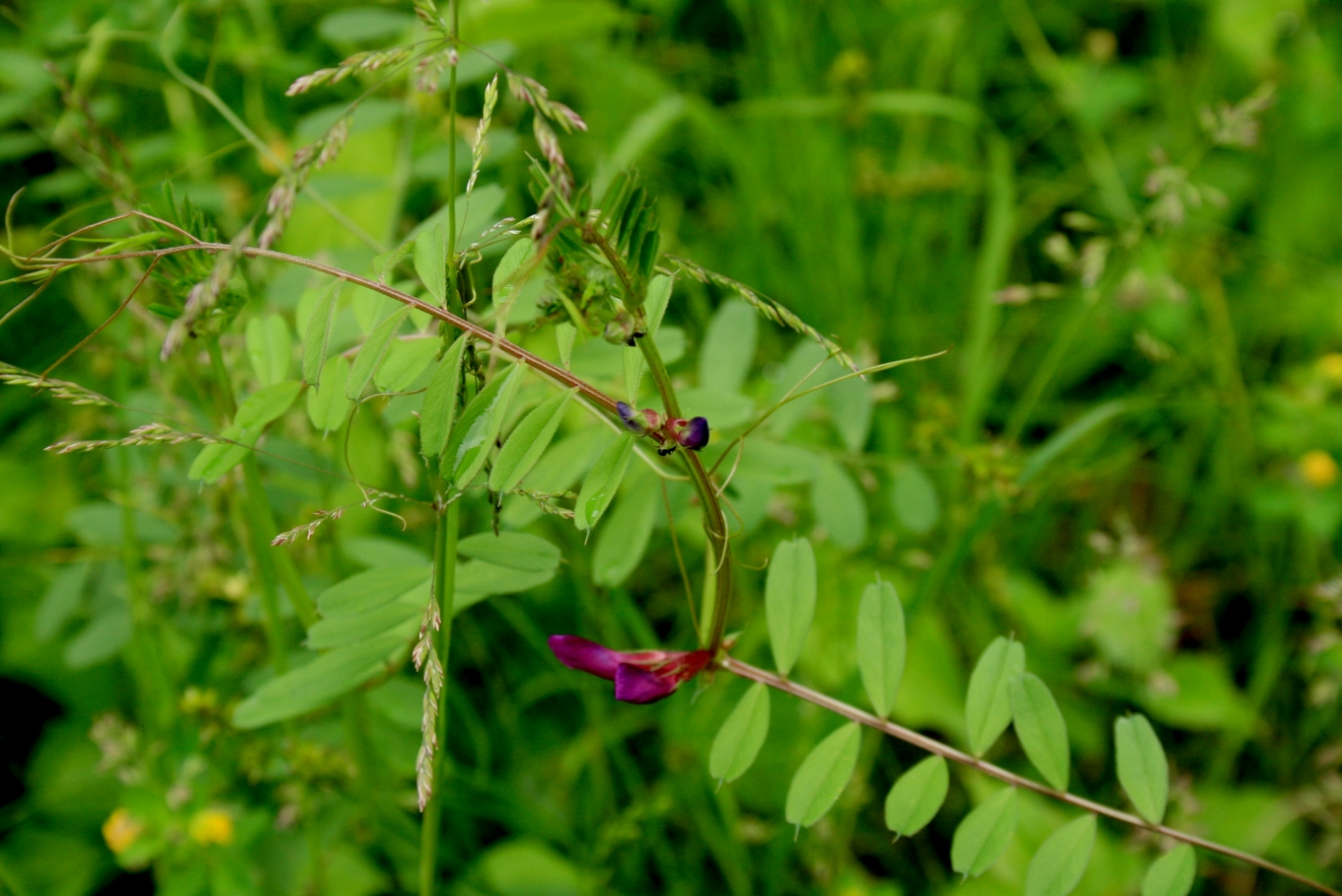
Follaje

## Descripción
Vicia angustifolia es una hierba anual, trepadora, hírtula o glabra, con pelos de hasta de 0,5 mm. Tallos hasta de 80 cm, ascendentes o procumbentes, ± angulosos. Hojas 25-55 mm, pecioladaso subsentadas, con 3-6 pares de folíolos, terminadas en zarcillo simple oramificado; estípulas 3-5 x 1-3 mm, lanceoladas, agudas, semihastadas, frecuentementeinciso-dentadas en la parte inferior, con un nectario purpúreo en la cara abaxial; folíolos 6-34 x 0,7-6,5(8) mm, de obcordiformes a lineares, obtusos,truncados o emarginados, mucronados o caudados, con nerviación pinnado-reticulada. Inflorescencias generalmente sentadas o subsentadas, a veces pedunculadas, reducidas a 1-2(4) flores; pedúnculo generalmente de 0,1-0,3(0,5) cm, rara vez hasta de 5 cm en plantas de floración tardía; pedicelos 1-2 mm. Cáliz (5,5)6-10(11) mm, actinomorfo, subcilíndrico, con base simétrica y boca recta o ligeramente oblicua, hírtulo; tubo 4-6 mm, con 10 nervios; lóbulos 2-5 mm., subiguales entre sí, tan largos o, con mayor frecuencia más cortos que el tubo, estrechamente triangulares, subulados. Pétalos purpúreos, azules en la desecación; estandarte (10)11-22 x 5,5-11,5 mm, obovado-espatulado, emarginado, mucronado, con la lámina más larga que la uña, patente o no; alas 8,5-19 x 2,5-5,2 mm, con la lámina más larga que la uña, ligeramente más obscuras que el estandarte;quilla 6-13 x 2,5-4,5 mm, recta, apiculada, con la lámina más cortaque la uña. Androceo con tubo estaminal oblicuo en el ápice; anteras 0,3-0,4 mm, oblongo-elípticas. Ovario generalmente seríceo; estilo deprimido, con un mechón de pelos en la cara carinal. Fruto 24-47 x 3,5-5,5 mm, linear-oblongo,comprimido, sentado, no contraído entre las semillas, frecuentemente pubescente,más raramente glabro, con 6-15 semillas. Semillas 1,4-2,8 mm, esferoidales,elipsoidales u oblongas, ligeramente comprimidas, lisas, de color pardo-rojizo o pardo obscuro; hilo 0,8-2 mm, 1/7-1/4 del contorno de la semilla.

## Distribución y hábitat
Se encuentra en pastizales, herbazales y campos de cultivo; a una altitud de 0-2000 metros, en casi toda Europa, C y W de Asia, Siberia, Norte de África y Macaronesia (Azores, Madeira y Canarias). Muy común en toda la península ibérica.

## Taxonomía
Vicia angustifolia fue descrita por (L.) ex Reichard y publicado en A Natural Arrangement of British Plants 2: 614–615. 1821.
Citología
Número de cromosomas de Vicia angustifolia (Fam. Leguminosae) y táxones infraespecíficos: 2n=12
Etimología
Vicia: nombre genérico que deriva del griego bíkion, bíkos, latinizado vicia, vicium = la veza o arveja (Vicia sativa L., principalmente).
angustifolia: epíteto latino que significa "con hojas estrechas".
Sinonimia:
- Vicia sativa var. angustifolia (L.) Wahlenb.	[6]
- Vicia angustifolia
- Vicia angustifolia subsp. angustifolia L
- Vicia angustifolia subsp. pusilla Boiss.
- Vicia angustifolia subsp. segetalis (Thuill.)Arcang.
- Vicia angustifolia var. segetalis (Thuill.)Arcang.
- Vicia angustifolia var. uncinata (Desv.)Rouy
- Vicia bobartii Koch
- Vicia bobartii E. Forst.
- Vicia canadensis Zuccagni
- Vicia cuneata Guss.
- Vicia debilis Perez Lara
- Vicia heterophylla C. Presl
- Vicia lanciformis Lange
- Vicia maculata C. Pres
- Vicia pilosa M. Bieb.
- Vicia sativa var. angustifolia L.
- Vicia sativa subsp. angustifolia (L.)Gaudin
- Vicia sativa var. angustifolia (L.)Wahlb.
- Vicia sativa subsp. consobrina (Pomel)Quezel & Santa
- Vicia sativa subsp. consobrina (Pomel)Greuter & Burdet
- Vicia sativa subsp. cordata (Hoppe)Batt.
- Vicia sativa subsp. cuneata (Guss.)Maire
- Vicia sativa subsp. heterophylla (C.Presl)J.Duvign.
- Vicia sativa var. minor (Bertol.)Ohwi
- Vicia sativa var. nigra L.
- Vicia sativa subsp. nigra L.
- Vicia segetalis Thuill.[7]

## Nombre común
- Castellano: alberja, alverjana borriquera, alverjilla, arvejana (2), veza, veza almerejana, veza de hoja estrecha.[8]